# Долино (Алтайский край)
Долино — посёлок в Егорьевском районе Алтайского края России. Входит в состав Малошелковниковского сельсовета.

## География
Посёлок находится в юго-западной части Алтайского края, в степной зоне, на расстоянии примерно 27 километров (по прямой) к юго-юго-востоку (SSE) от посёлка Новоегорьевское, административного центра района. Абсолютная высота — 231 метр над уровнем моря.

Климат умеренный, континентальный. Средняя температура января составляет −12,5 °C, июля — +18,6 °C. Годовое количество осадков составляет 362 мм.

## Население
| 1997 | 1998 | 1999 | 2000 | 2001 | 2002 | 2003 |
| ---- | ---- | ---- | ---- | ---- | ---- | ---- |
| 76   | ↘75  | ↗83  | ↘79  | ↘76  | →76  | ↘74  |
| 2004 | 2005 | 2006 | 2007 | 2008 | 2009 | 2010 |
| ↘71  | ↘64  | ↘62  | ↗68  | →68  | →68  | ↘47  |
| 2011 | 2012 | 2013 |      |      |      |      |
| ↗48  | ↘41  | ↘39  |      |      |      |      |

Согласно результатам переписи 2002 года, в национальной структуре населения русские составляли 94 %.